# Vestingwerken van Tiel
De vestingwerken van Tiel waren een stelsel van stadsmuren, poorten en kastelen ter verdediging van de Nederlandse stad Tiel. Tevens maakte Tiel sind eind 19e eeuw deel uit van de Nieuwe Hollandse Waterlinie dankzij de aanleg van een inundatiekanaal met sluizen. Zowel het inundatiekanaal als delen van de stadsgracht en de ommuring zijn behouden gebleven en als rijksmonument aangewezen. De in 1944 verwoeste Waterpoort is in 1979 herbouwd. 

## Geschiedenis
Tiel ontwikkelde zich in de 9e eeuw tot een handelsplaats. Nog vóór 950 bouwde graaf Waldger of diens zoon Radbod de burcht van Tiel. In dat jaar confisqueerde koning Otto I alle bezittingen van Radbod, waaronder de burcht, en schonk deze aan de bisschop van Utrecht. Vervolgens diende de burcht als steunpunt voor de koningen en later de keizers. De burcht lag bij de Waal en was daarmee tevens een plek om tol te heffen.
In 1202 viel de Hollandse graaf Dirk VII de burcht aan. Het was zijn doel om graaf Otto van Gelre te bevrijden die hier gevangen werd gehouden door de hertog van Brabant. Bij de aanval werd de burcht verwoest.

### Stadsrechten
Eind 12e eeuw kreeg Tiel stadsrechten. De bestaande houten versterkingen werden vervangen door een stenen stadsmuur. In 1274 werd in het noordwesten van Tiel het Hof van Arkel aangelegd, maar dit bouwwerk was voornamelijk bedoeld als de residentie voor de hertogen van Brabant.

### Gelre
De stadsmuren werden in 1286 door graaf Reinald I van Gelre afgebroken. In 1305 kreeg Tiel opnieuw stadsmuren, maar deze werden in 1334 ook weer afgebroken nadat hertog Reinald II van Gelre de stad had veroverd. Toen Tiel in 1339 officieel Gelders bezit werd, zal Reinald de stadsmuren hebben herbouwd.
Aan de zuidoostzijde van de stad lieten de Gelderse hertogen vóór 1356 het nieuwe kasteel Tolhuis bouwen, vermoedelijk op de plek van de oude 10e-eeuwse burcht. Het nieuwe kasteel was ter bescherming van de riviertol maar diende ook als dwangburcht naar de stad toe. Dit kasteel is in 1538 door de inwoners grotendeels afgebroken nadat hertog Karel van Gelre was overleden.
In de 15e eeuw is een deel van Zandwijk bij de stad getrokken en ommuurd. Vanaf 1497 werden de muren verder versterkt, de gracht verdubbeld en enkele poorten aangevuld met barbacanes.
Door de Gelderse Oorlogen in de eerste helft van de 16e eeuw kreeg Tiel last van een economische neergang. Hertog Karel van Gelre moest in 1505 een wapenstilstand sluiten met Philips de Schone en hierbij werd Tiel als onderpand afgestaan. In 1513 wist Karel de stad weer in bezit te krijgen. Een belegering in 1529 door Floris van Egmond had geen succes.

### Tachtigjarige Oorlog
De stadsmuren raakten in 1573 beschadigd door een overstroming en een aanval van de Geuzen. De stad koos in 1579 de zijde van de Opstand, waarna de vesting werd versterkt. Voor de Westluidense Poort en de Zandwijkse Poort werden bastions aangelegd. Aan het eind van het Twaalfjarig Bestand kreeg Tiel extra gelden toegewezen om de grachten uit te diepen en de vesting te versterken.

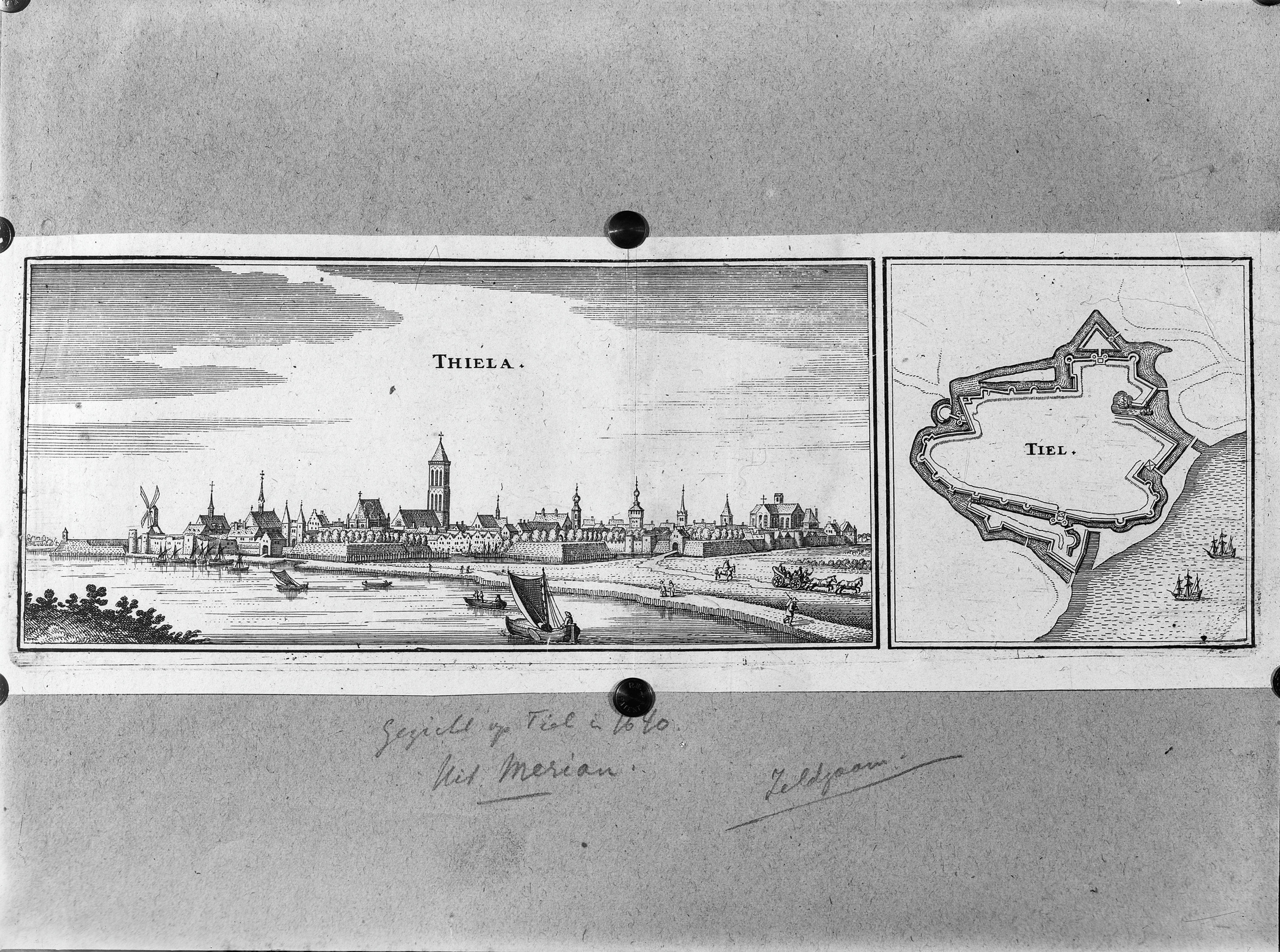
De vesting Tiel midden 17e eeuw

Nadat in 1648 de Vrede van Münster was getekend en er een einde kwam aan de Tachtigjarige Oorlog, werd het onderhoud aan de vesting verwaarloosd. De dubbele stadspoorten werden ontdaan van hun binnenpoorten.

### Rampjaar
In het Rampjaar 1672 gaf Tiel zich zonder strijd over aan het Franse leger. De vestingwerken waren immers dermate verwaarloosd dat het geen zin had om zich te verdedigen. De bezetting duurde uiteindelijk twee jaar. 
Toen de Fransen vertrokken, betaalde de stad hen 20.000 gulden om verwoesting te voorkomen en 2.000 gulden om de vestingwerken te mogen behouden.

### Verval
De vesting werd in de 17e en 18e eeuw niet meer voldoende onderhouden en Tiel kon niet langer worden beschouwd als een versterkte stad. De muren en poorten dienden alleen nog om ongewenste personen buiten de stad te houden.
In 1795 werd Tiel belegerd en gebombardeerd door een Frans leger.
In de 19e eeuw volgde de verdere ontmanteling van de stadsmuren, wallen en poorten.

### Nieuwe Hollandse Waterlinie
In 1877 werd begonnen met de aanleg van een inundatiekanaal ten zuidwesten van Tiel. Dit kanaal was onderdeel van de Nieuwe Hollandse Waterlinie en verbond de Waal met de Linge. Dankzij een inlaatsluis bij de Waal kon de waterstand van de Linge worden verhoogd, zodat bij oorlogsdreiging de Tielerwaard en Culemborgerwaard onder water konden worden gezet.

### Tweede Wereldoorlog
In mei 1940, bij de Duitse inval in Nederland, gebruikten Nederlandse soldaten het inundatiekanaal om zich achter te verschansen. De Tweede Wereldoorlog eindigde voor Tiel met grootschalige verwoestingen. De stad kwam in oktober 1944 in het frontgebied te liggen: de geallieerden beschoten vanaf de zuidelijke Waaloever de Duitse stellingen in Tiel, waarbij de binnenstad grote schade opliep en deels werd verwoest. De Waterpoort werd op 15 november 1944 door de Duitsers opgeblazen om te voorkomen dat geallieerde troepen de stad konden binnenkomen. De laatste delen van het Hof van Arkel werden op 12 april 1945 verwoest door het Duitse leger.

## Beschrijving

### Stadsmuur
De oudste vorm van verdediging waren houten versterkingen. Vanaf de 12e eeuw zijn de stadsmuren aangelegd, die enkele malen zijn afgebroken en weer hersteld. De stadsmuur omsloot de ovalen stadskern en beschikte over torens en rondelen. Vanaf 1497 werden de muren versterkt door tegen de binnenzijde een aarden wal aan te leggen. De stadsgracht werd tussen 1500-1520 omgevormd tot een dubbele gracht met een middenwal. De Zandwijkse Poort en de Burense Poort werden in 1501 versterkt met barbacanes. Van de twee aanwezige blokhuizen zijn geen restanten teruggevonden.
Sommige torens kregen een eigen naam, zoals de Strotoren in de westelijke stadsmuur. Deze toren is in de 18e eeuw gebruikt om zwakzinnigen in op te sluiten. In 1757 werd besloten te toren af te breken, maar uiteindelijk werd de toren verhuurd. In 1826 mocht schoorsteenveger Jan Koenen in de toren wonen, in ruil voor onderhoud aan de stadsschoorstenen. Tegen de toren, aan de buitenzijde van de stadsmuur, was een woning gebouwd. In 1874 werd de toren alsnog afgebroken.

#### Afbraak
In de 19e eeuw werden de muren geslecht en de wallen afgegraven. Op de plek van de voormalige stadswallen verschenen plantsoenen en wandelpaden. Alleen langs de Waal werd de stadsmuur gehandhaafd, omdat deze een waterkerende functie had. Deze rond 1500 gebouwde muur ligt langs de Tolhuiswal en is samen met een deel van een rondeel bewaard gebleven; beide zijn een rijksmonument. Ook de 17e-eeuwse Oliemolenwal met een bakstenen poortje uit 1802 zijn aangewezen als rijksmonument.
Van de stadsgracht is aan de noord-, west- en zuidzijde een deel bewaard gebleven. De gracht is een rijksmonument.

### Stadspoorten
In de stadsomwalling waren vier stadspoorten aanwezig:
- Burense Poort: deze poort stond in de noordwestzijde van de ommuring. Op 17e- en 18e-eeuwse tekeningen staat de poort afgebeeld zoals die in de eerste helft van de 16e eeuw is gebouwd door Hendrik Kollart van Lynden, commandant van hertog Karel van Gelre. Via een ophaalbrug - vanaf 1700 een vaste, stenen brug - werd eerst de buitenpoort bereikt, die in de stadsgracht stond. Een volgende vaste brug leidde tot de voorpoort met twee ronde hoektorens (in de 17e eeuw was één toren verdwenen) en de rechthoekige binnenpoort. In 1826 is de buitenpoort afgebroken. De voor- en binnenpoort zijn in 1853 verkocht voor afbraak. Hierna werden er vier pilaren met een afsluitbaar hek geplaatst, de zogenaamde Burensche Barrière.
- Zandwijkse Poort: deze poort bevond zich in de noordzijde van de muur en werkte in de praktijk als een dubbele poort. Na het betreden van de Zandwijkse Poort moest immers nog de Dampoort worden gepasseerd. Deze Dampoort was de oorspronkelijke middeleeuwse toegangspoort, totdat een deel van Zandwijk in de 15e eeuw werd opgenomen binnen de ommuring van Tiel. De Zandwijkse Poort is rond 1465 gebouwd. De Dampoort werd in 1726 verkocht en afgebroken; de Zandwijkse Poort volgde in 1854.
- Waterpoort, oorspronkelijk Kleibergse Poort genoemd: gelegen aan de oostzijde van de stad was dit aanvankelijk een dubbele poort die de haven overspande. De poort bestond uit een hoofdpoortgebouw met aan de overzijde van de gracht de voorpoort met twee ronde torens; beide poortdelen waren door een brug met weergangen verbonden met elkaar. Naast de voorpoort lag nog een kleine poort die de toegang tot het eiland Kleiberg en de scheepswerf beheerste. Nadat in 1646 de Binnenhaven was gedempt, werd de huidige Waterpoort gebouwd om als buitenpoort te dienen van de oude Kleibergse Poort. Deze oude poort werd in 1658 afgebroken. De 17e-eeuwse Waterpoort had geen verdedigende functie en kon bij sluiting alleen ongewenste personen tegenhouden; tevens fungeerde de poort tot 1861 als waterkering. Op 15 november 1944 is de Waterpoort door het Duitse leger opgeblazen. In 1979 is de poort gereconstrueerd.
- Westluidense Poort: deze poort stond in het zuidoosten van de ommuring en bestond uit twee torens met een poortgebouw. In 1588 werd de Huchtpoort aan het complex toegevoegd. De Westluidense Poort werd in 1851 verkocht voor afbraak, maar de Huchtpoort bleef behouden. In 1939 volgde een restauratie van de Huchtpoort, maar tijdens de Tweede Wereldoorlog werd de poort alsnog verwoest.

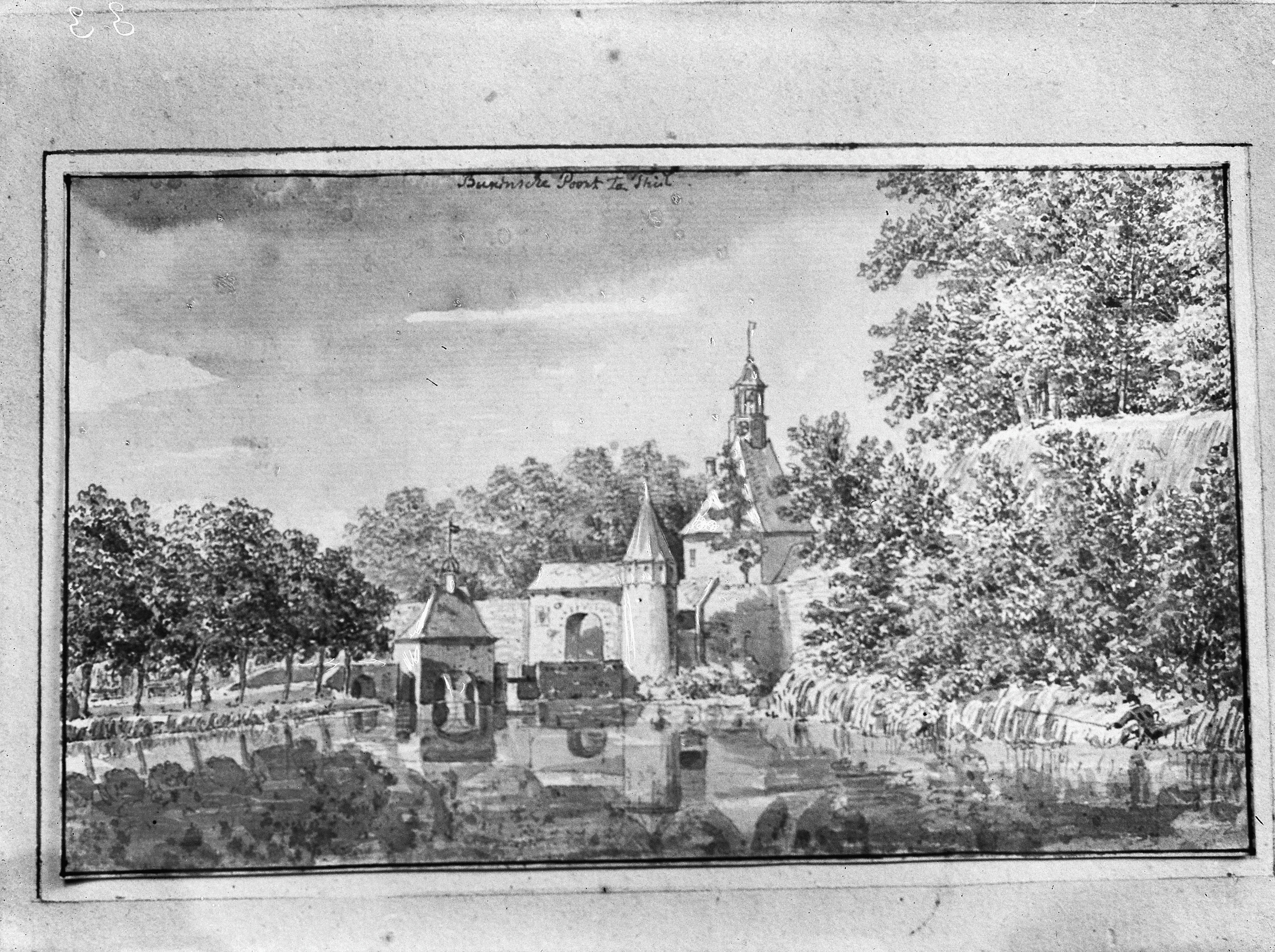
Burense Poort
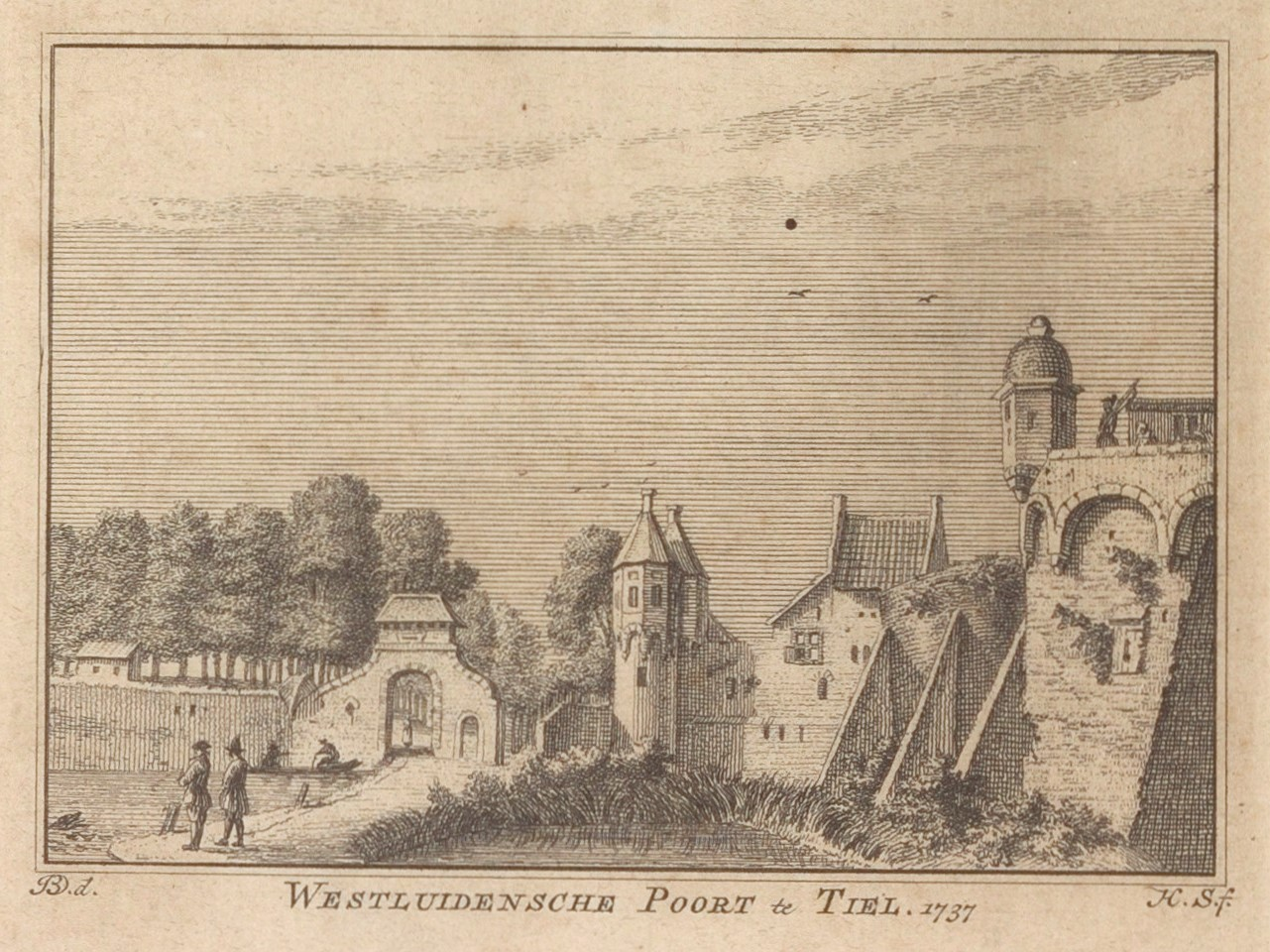
Westluidense Poort
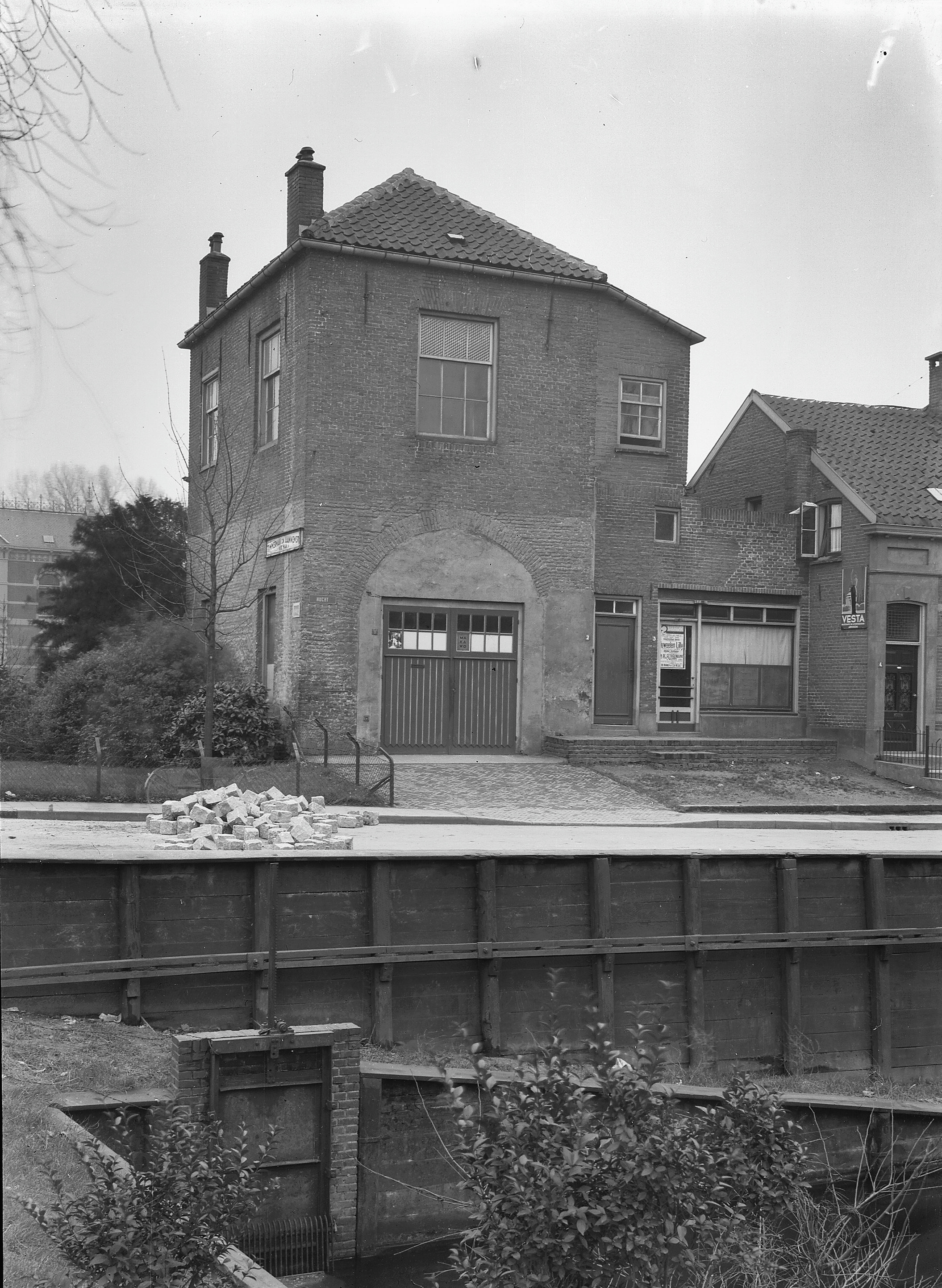
Huchtpoort in 1938
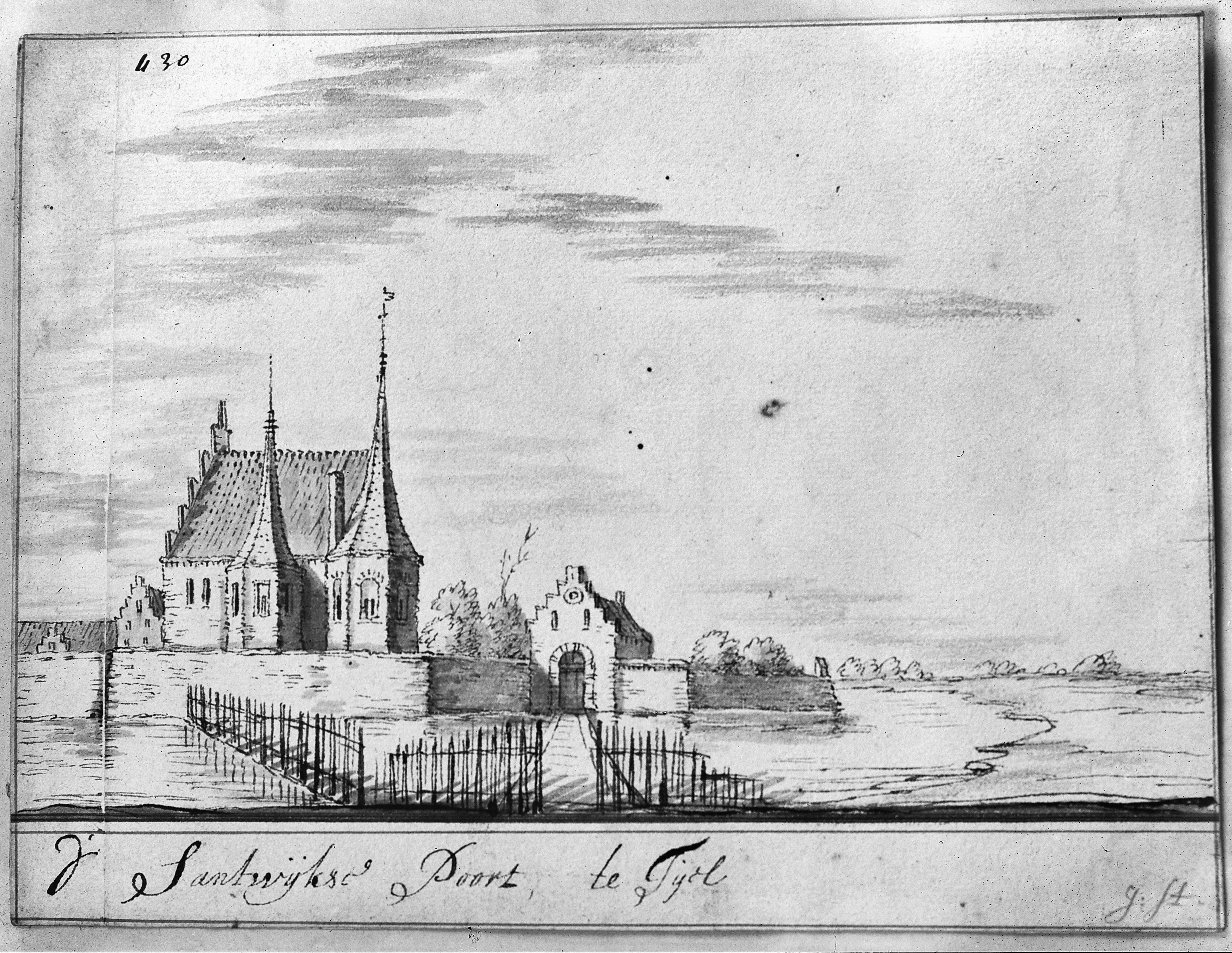
Zandwijkse Poort
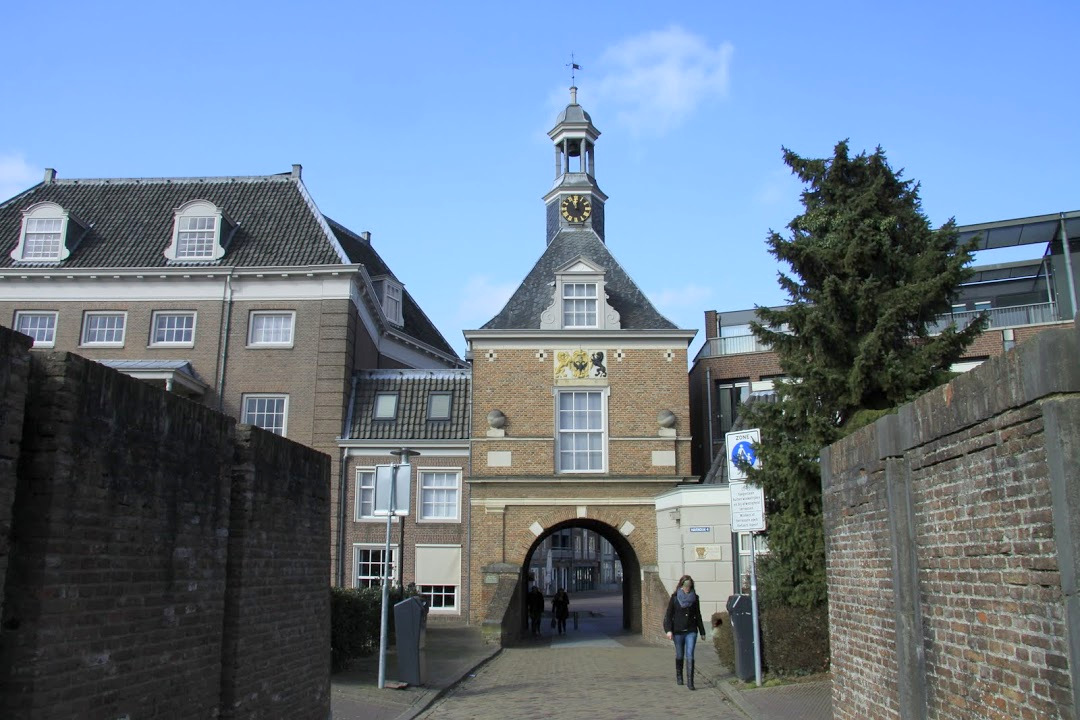
Waterpoort

Nadat Tiel in 1573 de zijde van de Opstand had gekozen, werd de vesting versterkt. De Westluidense Poort en de Zandwijkse Poort kregen halve bastions naar Italiaans model, maar begin 17e eeuw werden ze aangepast naar het Oud-Nederlandse Stelsel en werden het vijfhoekige bastions.

### Kastelen

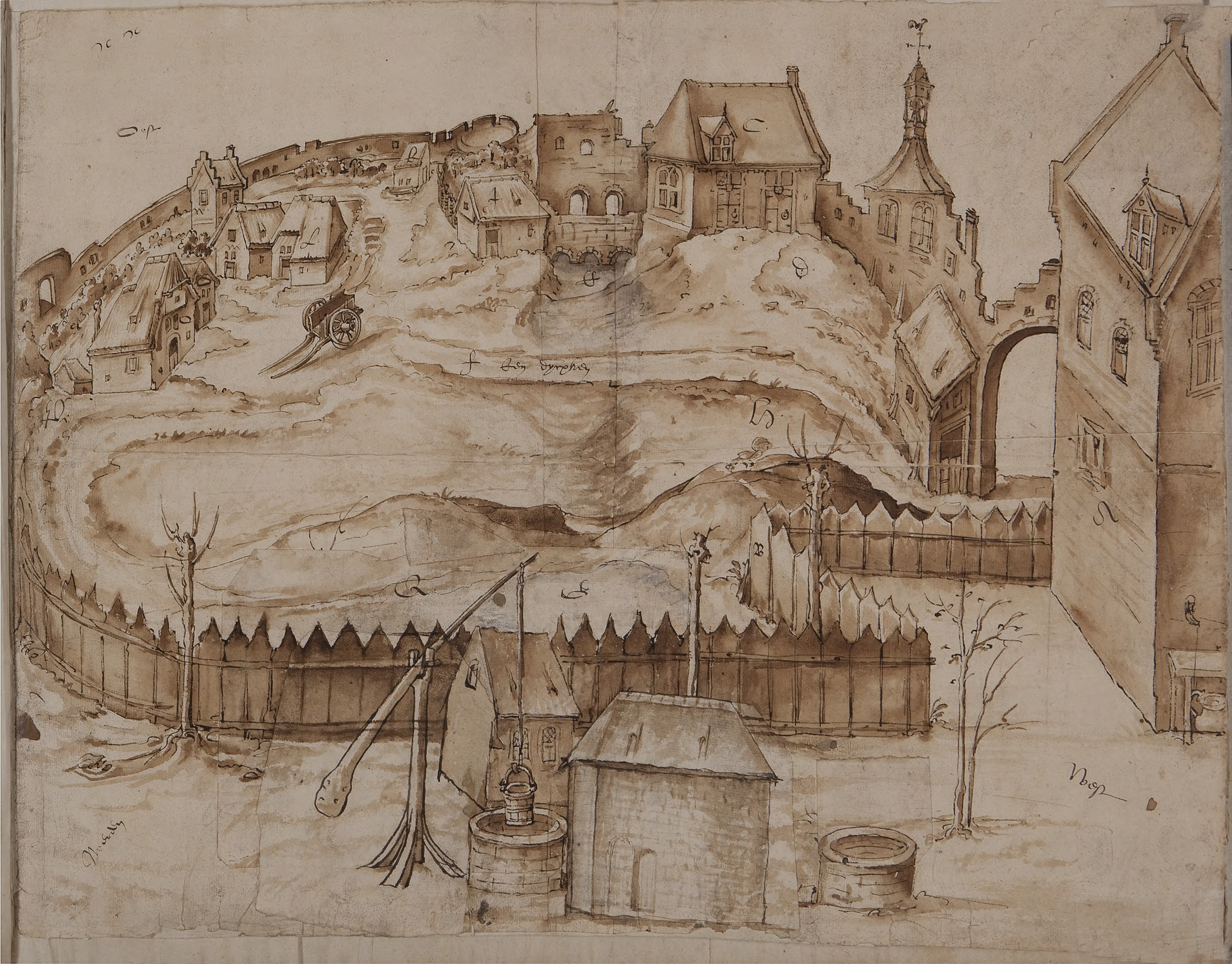
De restanten van het Tolhuis in 1563

In Tiel hebben enkele kastelen gestaan. Het oudste was de 10e-eeuwse stenen burcht van Tiel die in 1202 door Hollandse troepen werd verwoest.
Op vermoedelijk dezelfde locatie als de oude burcht is vóór 1356 door hertog Reinald III het Tolhuis gebouwd. Dit kasteel werd als dwangburcht tegen de stadsmuur gebouwd en had een grote zaal, drie torens en een toegangspoort aan de stadszijde. Aan de zijde van de Waal was eveneens een poort om de tolgelden te kunnen innen. Verder was er een voorburcht. In 1538 is het kasteel grotendeels afgebroken door de inwoners van Tiel. Het dichtgemetselde tolpoortje is bewaard in de stadsmuur.
Het Hof van Arkel uit 1274 was meer een woonresidentie voor de hertogen van Brabant en later die van Gelre. In 1400 verkocht de Gelderse hertog het gebouw aan Jan van Arkel. In de 17e eeuw kwam het in bezit van de familie De Cocq, die het bij hun eigen woonhuizen trok. Op 12 april 1945 verwoestte het Duitse leger de laatste restanten van het Hof van Arkel. 

### Nieuwe Hollandse Waterlinie
Het inundatiekanaal is vanaf 1880 aangelegd. Het drie kilometer lange kanaal verbindt de Waal met de Linge. Aan beide uiteindes van het kanaal zijn sluizen gebouwd. In de jaren 20 of 30 van de 20e eeuw werd bij de inlaatsluis bij de Waal een sluiswachterswoning gebouwd. 
In 2012 volgde een restauratie van de sluizen, inlaten en bruggen nadat de kanaalbodem was schoongemaakt. Het kanaal en enkele onderdelen zijn rijksmonumenten.
Alkmaar · Amsterdam · Borculo · Bredevoort · Coevorden · Enschede · Haarlem · Hattem · 's-Hertogenbosch · Huissen · Klundert · Lochem · Maastricht · Montfoort · Naarden · Ommen · Ootmarsum · Rhenen · Roermond · Rijssen 
· Sittard · Sneek · Steenbergen · Terborg · Valkenburg · Zaltbommel · Zwolle
Burcht van Tiel · Burense Poort · Dampoort · Hof van Arkel · Huchtpoort · Strotoren · Tolhuis · Waterpoort · Westluidense Poort · Zandwijckse Poort